# Mimi Keene
Pour les articles homonymes, voir Keene.
Mimi Keene, née le 5 août 1998 à Londres (Royaume-Uni), est une actrice britannique.
Elle est connue pour son rôle de Cindy Williams dans le soap opera EastEnders. En 2019, elle interprète le rôle de Ruby dans la série Sex Education. Elle interprète également le rôle de Claire dans le film Close.

## Biographie
Mimi Keene est née à Londres. En 2009, elle entre à l'école d'art dramatique Italia Conti (en) d'où elle sort diplômée en 2014.

## Carrière
Elle fait ses débuts sur scène en 2010 au Royal Court Theatre où elle interprète le rôle de Janey dans la pièce Kin de Jeremy Herrin (en).
Sa première apparition à la télévision a lieu dans la série Sadie J en 2013.
La même année, elle est choisie pour interpréter le rôle de la manipulatrice Cindy Williams, un rôle qu'elle avouera avoir adoré jouer. Elle quitte la série en 2015.
Après une pause de presque cinq ans, elle obtient le rôle de Ruby, la fille populaire du lycée dans la série américano-britannique Sex Education en 2019. La même année, elle joue au cinéma dans Close de Vicky Jewson et Tolkien de Dome Karukoski.

## Filmographie

### Cinéma
- 2019 : Close de Vicky Jewson : Claire
- 2019 : Tolkien de Dome Karukoski : Edith Bratt jeune
- 2023 : After : Chapitre 5 de Castille Landon : Nathalie

#### Court métrage
- 2017 : The Escape de Paul J. Franklin : Megan

### Télévision

#### Séries télévisées
- 2013 : Sadie J : Brandy May Lou
- 2013 -2014 : Children in Need : T-Girl / une danseuse du carnaval
- 2013 -2015 : EastEnders : Cindy Williams
- 2016 : Casualty : Lana Westmore
- 2019 - 2023 : Sex Education : Ruby Matthews
- 2025 : Towards Zero : Kay Elliott

#### Téléfilms
- 2013 : Molly, une femme au combat (Our Girl) de David Drury : Jade Dawes

### Jeux vidéo
- 2013 : Castlevania: Lords of Shadow - Mirror of Fate : Eurayle, Stheno et Medusa
- 2014 : Castlevania: Lords of Shadow 2 : Eurayle, Stheno et Medusa

## Voix françaises
En France, Mimi Keene n'a pas de voix régulière.
En France
- Camille Timmerman dans Tolkien
- Valérie Bescht dans Sex Education (série télévisée)
- Juliette Lamboley dans After : Chapitre 5